# Vincent Courdouan
Vincent Courdouan (Joseph, Vincent, François Courdouan) est un peintre français né le 7 mars 1810 à Toulon (Var) et mort à Toulon le 8 décembre 1893.

## Biographie
Joseph Vincent François Courdouan naît le 7 mars 1810 à Toulon. Il est le fils de Vincent Honoré Barthélémy Courdouan, maréchal-ferrant et vétérinaire, et de son épouse, Marie Élisabeth Cauvin.
Vincent Courdouan est né dans la maison familiale située au 36, rue du Champ de Mars, au coin de la place d’Italie et il y décèdera également. Cette maison a été démolie dans les années 1980 lors des travaux de réhabilitation de l’îlot de la Visitation situé quartier de Besagne, au cœur du vieux Toulon. À cet endroit se situe l'actuelle rue Vincent Courdouan qui relie la porte d’Italie (place Armand Vallée) au cours Lafayette.

### Formation
Il apprend le dessin chez Pierre Letuaire (1798 -1885) en 1822, puis entre à l'école des Beaux-Arts de la Marine, dirigée par le sculpteur Félix Brun (1763 -1831). Il y décide de devenir dessinateur vers 1826.
Il part à Paris, étudier la gravure en 1829 et entre dans l'atelier du peintre toulonnais Jean-Baptiste Paulin Guérin (1783 - 1855).

### Début de sa carrière
De Retour à Toulon où il s'installe définitivement, il multiplie mines de plomb, lavis, aquarelles et sépias d'après nature et il est élu en 1833 membre de l'Académie du Var.
On peut voir ses premières lithographies éditées chez Cancoin dans l'ouvrage « Promenades pittoresques et statistiques dans le département du Var ». Il commence alors à envoyer des œuvres au Salon de Paris où il obtient sa première médaille de 3e classe en 1838 pour des aquarelles et des pastels. Il en aura une deuxième en 1844.
Il enseigne l'aquarelle et le dessin dans un atelier du Champ de Mars. Il formera de nombreux élèves jusqu'en 1840.
Il voyage à Paris en 1836 et découvre la forêt de Fontainebleau. Il y tisse des relations avec Horace Vernet, Léopold Robert et Gudin. En 1844 il voyage à Naples.

### La reconnaissance
À partir de 1845 il peint plus régulièrement des huiles et expose dans plusieurs villes de France, notamment à Lyon. Il obtient une médaille de 2e classe au Salon de Paris en 1847, l'année de son voyage en Algérie, et une médaille d’or en 1848 pour « Le combat du Romulus », une scène de bataille navale qui avait opposé cette frégate française à 3 vaisseaux britanniques et qui s'était déroulée entre les îles d'Hyères et le goulet de Toulon, le 13 février 1814.
Nommé professeur à l’École de la Marine de Toulon en 1849, il reçoit la Légion d’honneur de Napoléon III en 1852 et est nommé directeur honoraire du musée de Toulon en 1857. En 1862 Frédéric Mistral l’admet dans la section du Félibrige.
Il se marie à 53 ans avec une de ses élèves, Clara Martin.
Il voyage en Égypte en 1866, puis continue à exposer en 1878 à Nice, en 1883 au Salon de Paris, où ce sera son dernier envoi, puis en 1885 -1886 à Hyères, Nice, et à Aix-en-Provence.
Il meurt en 1893 à l’âge de 83 ans.

## Œuvre
« L'Art est le seul créateur du beau après Dieu » disait-il.
Il est considéré comme le chef de file de l'école provençale (école toulonnaise). Il est non seulement un grand peintre de marine, un paysagiste de l'arrière-pays et du littoral varois, mais également un peintre orientaliste et surtout un dessinateur émérite.
Il laisse une œuvre considérable présente dans de nombreux musées : Arles, Draguignan, Flers, Montpellier, Narbonne, Nice, Nîmes, Toulon.
Le musée de Toulon renferme notamment une œuvre magistrale : « La Vallée des angoisses », peinte en 1857. Le tableau représente un paysage de montagne en clair-obscur, aux rochers éclairés par la lumière rosée du soleil couchant dans un endroit complètement sauvage, d'un réalisme saisissant. Il a d'ailleurs représenté cet endroit à plusieurs reprises (il en existe un dessin au fusain rehaussé de blanc en 1854).
Il a peint de très nombreux paysages en divers endroits de Toulon et des environs dont la rade de Toulon, le cap Brun, la Batterie basse, la corniche du Mourillon, le fort Saint-Louis, etc.
Le catalogue de ses œuvres recense 170 dessins et fusains, 115 aquarelles et gouaches, 145 pastels et 175 huiles.
- Rivière ombragée, 1846, crayon et gouache, 14 × 23 cm, Musée Grobet-Labadié à Marseille[3].
- Paysage d'Afrique, 1849, mine de plomb, craie, 12 × 17 cm, Musée Fabre à Montpellier[4].
- Vue d'Afrique, 1850, pastel sur papier, 25 × 34 cm, Musée Fabre à Montpellier[5]
- Bord de mer au Mourillon, 1850, encre et gouache, 26 × 46 cm, Musée du Louvre Département des arts graphiques[6]
- Sous bois près de La Valette, 1854, pastel, 29 × 44 cm, Musée du Louvre Département des arts graphiques[7].
- Embarquement de zouaves partant pour Alger, 1855, huile, 148 × 230 cm, Musée d'art et d'histoire de Narbonne[8]
- La Vallée des angoisses, 1857, huile sur bois, 80 × 64 cm, Musée d'art de Toulon[9]
- Vue des environs de Toulon, 1861, pastel sur papier, 34 × 49 cm, Musée Ingres à Montauban[10].
- Vue de Toulon, 1862, pastel sur papier, 34 × 49 cm, Musée Ingres à Montauban[11]
- Au Cap Brun, Falaise Sante-Marguerite, 1867, pastel, 24 × 40 cm, Musée d'art de Toulon[12]
- Paysage, 1868, fusain sur papier, 31 × 55 cm, Musée des beaux-arts de Marseille[13].
- Anse Saint-Pierre à La Garde, 1866, huile sur toile, 34 × 57 cm, Musée d'art de Toulon[12]
- Bords de l'Argens, 1868, huile sur toile, 80 × 140 cm, Musée d'art de Toulon[12]
- La Corniche de Tamaris, 1872, huile sur toile, 55 × 90 cm, Musée Regards de Provence, Marseille[14]
- Le Brusc, 1874, aquarelle sur papier, 24 × 38 cm, Musée Cantini à Marseille[15]
- Petite rade de Toulon, 1882, huile sur toile, 20 × 48 cm, Musée d'art de Toulon[12]
- Sous bois de chênes, 1890, aquarelle et mine de plomb, 44 × 57 cm, Musée du Louvre Département des arts graphiques[16]

Dates non documentées
- La Ponche à Saint-Tropez, Musée d'art de Toulon
- Marine, huile sur toile, 54 × 99 cm, Musée des beaux-arts de Marseille[17]
- Ruines d'un château dominant une vallée, encre et mine de plomb, 19 × 27 cm, Musée du Louvre Département des arts graphiques[18]
- Marine, Musée des beaux-arts de Nîmes
- La Vallée des angles, huile sur bois, 49 × 91 cm, Collection particulière[12]

## Galerie

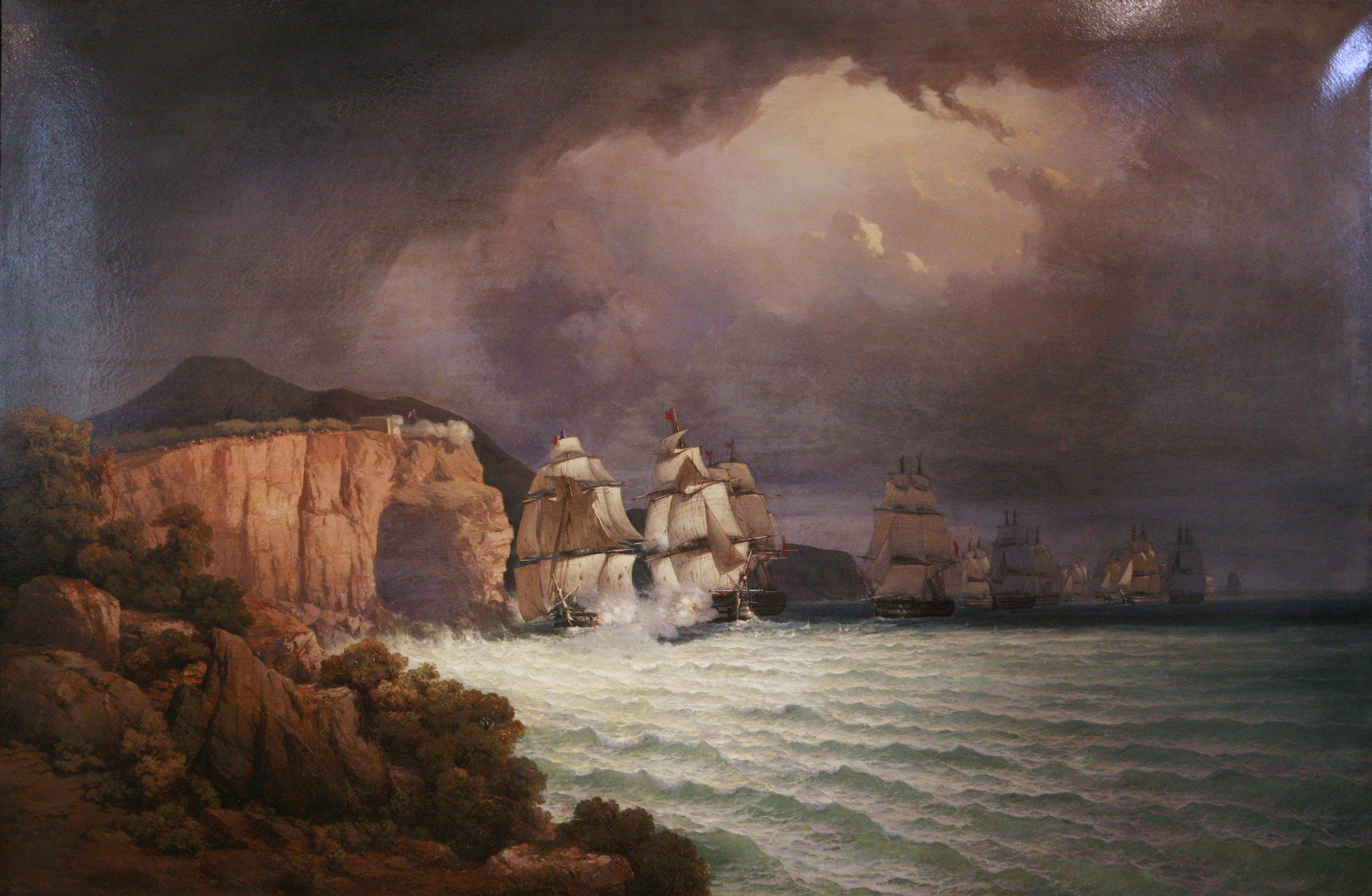
Combat du Romulus, exposé au Musée national de la Marine de Toulon, médaille de 2e classe au salon de Paris de 1848.
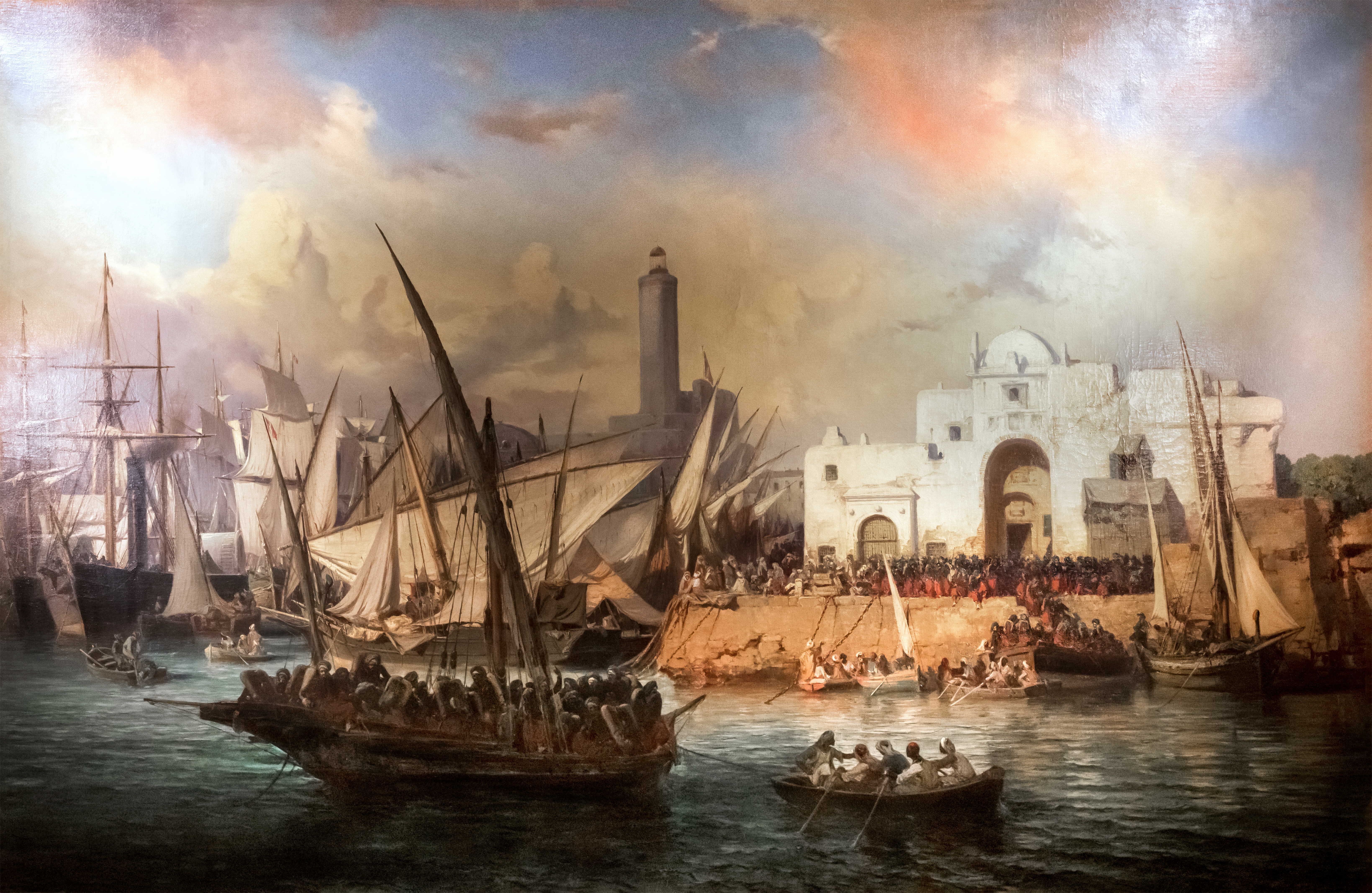
Embarquement des zouaves partant d'Alger pour la Crimée, 1855 Musée d'art et d'histoire de Narbonne
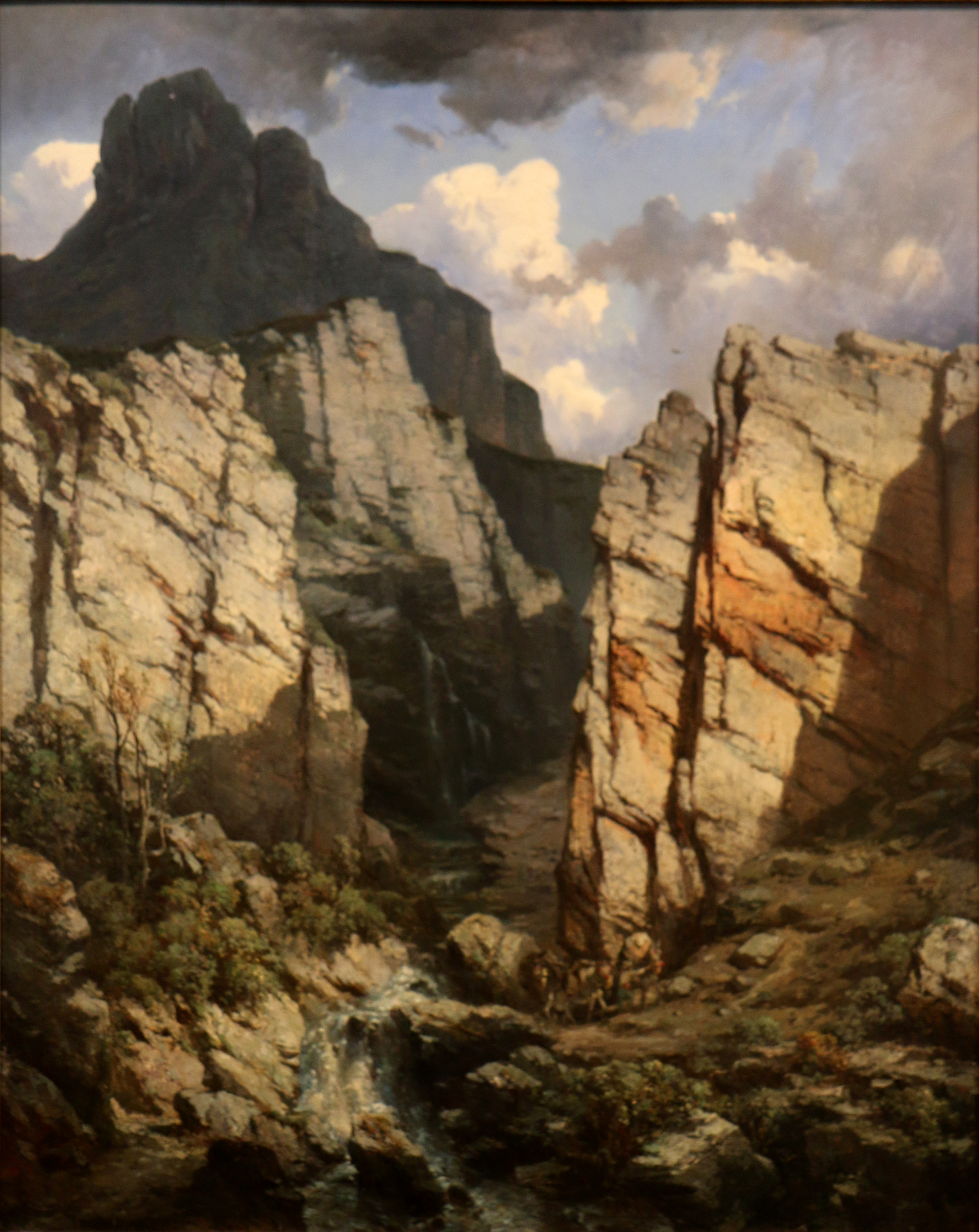
La Vallée des angoisses, 1857 Musée d'art de Toulon
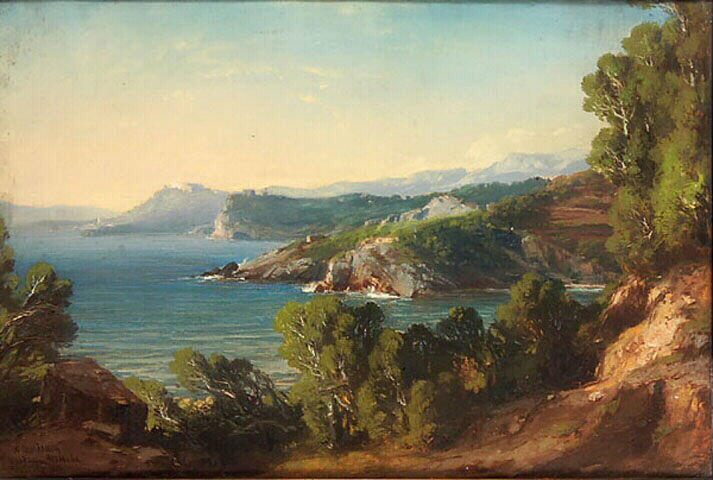
Vue des environs de Toulon, 1861 Musée Ingres de Montauban.
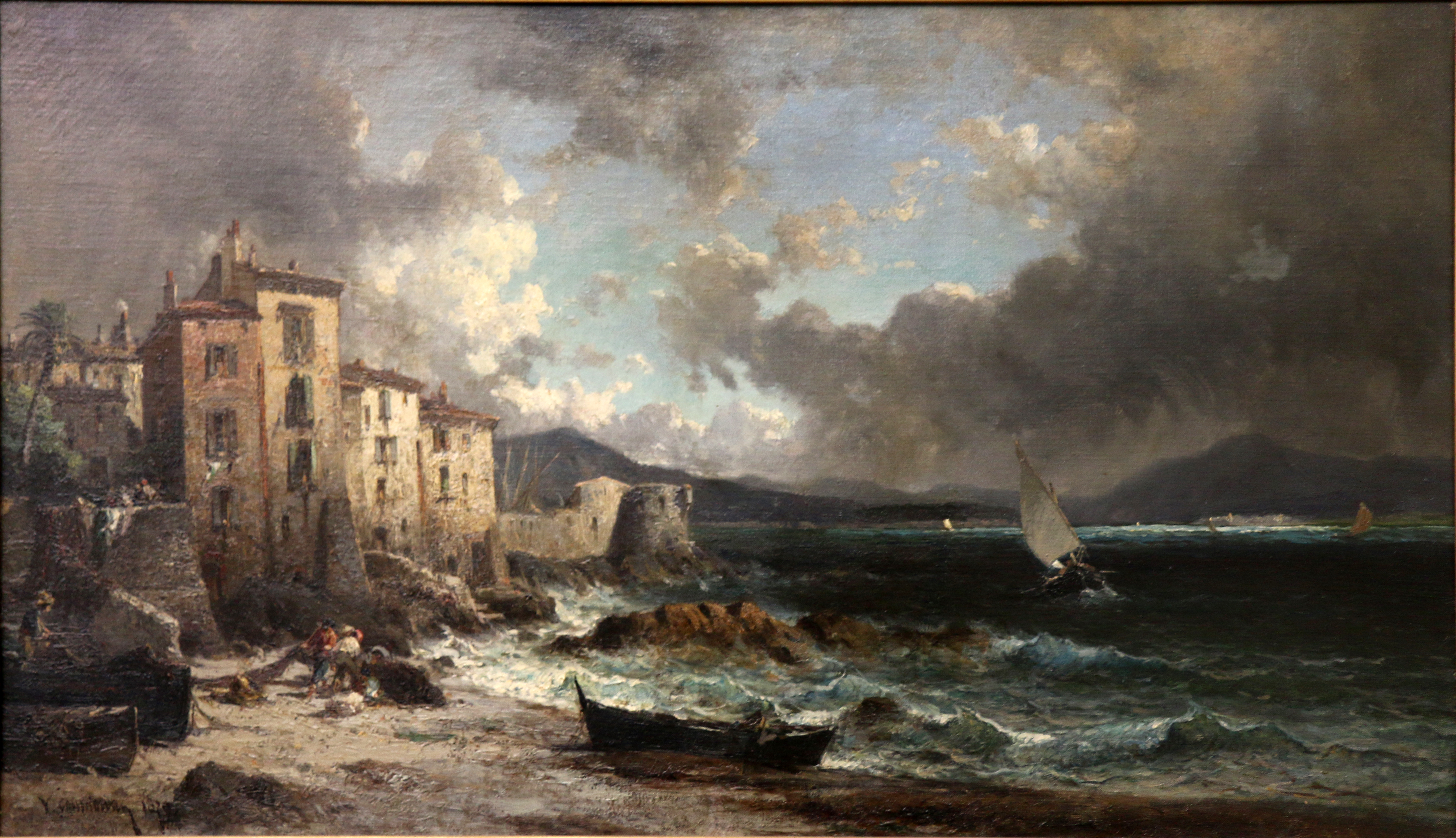
La Ponche à Saint-Tropez, Musée d'art de Toulon
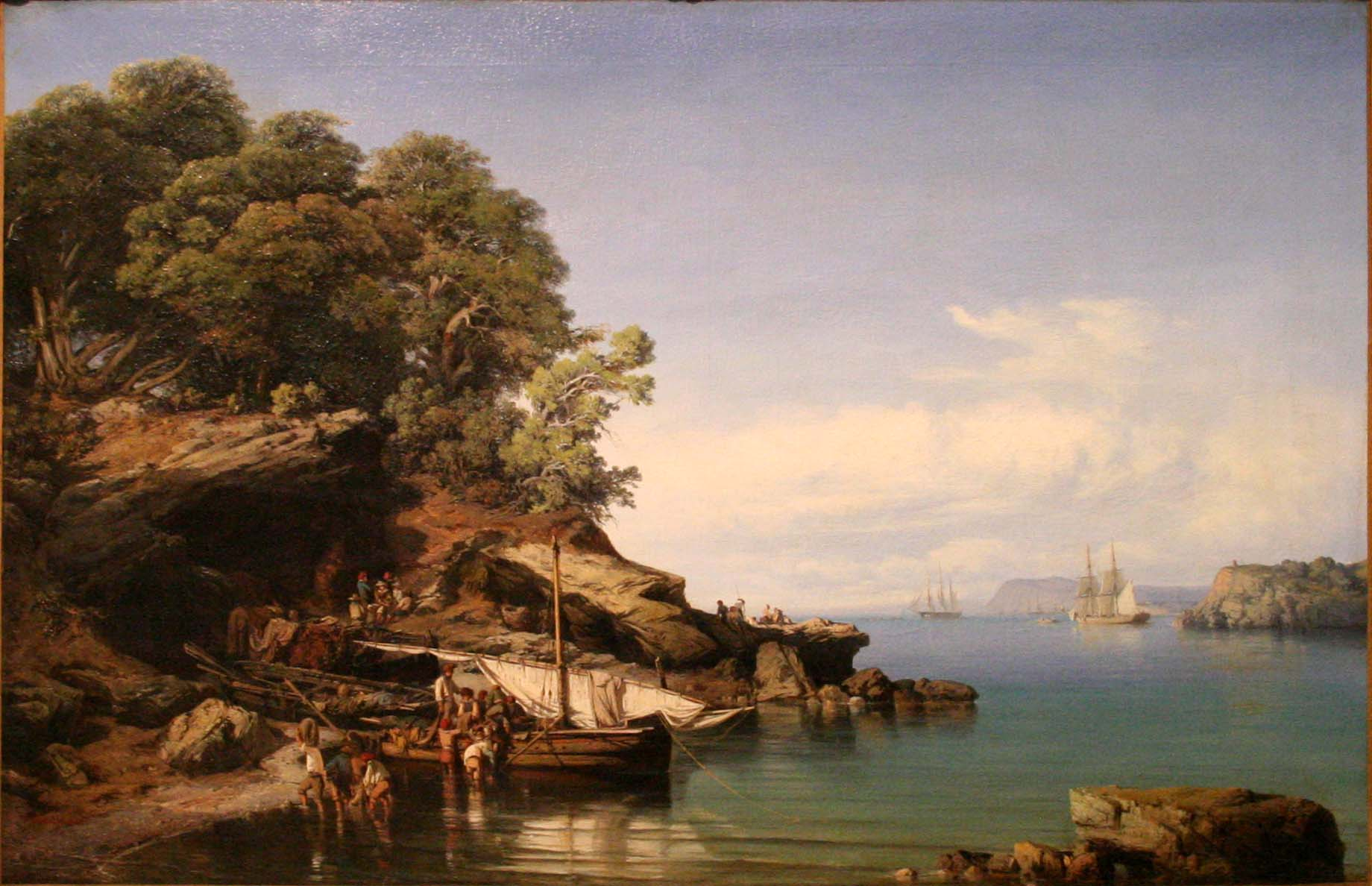
Marine Musée des beaux-arts de Nîmes.
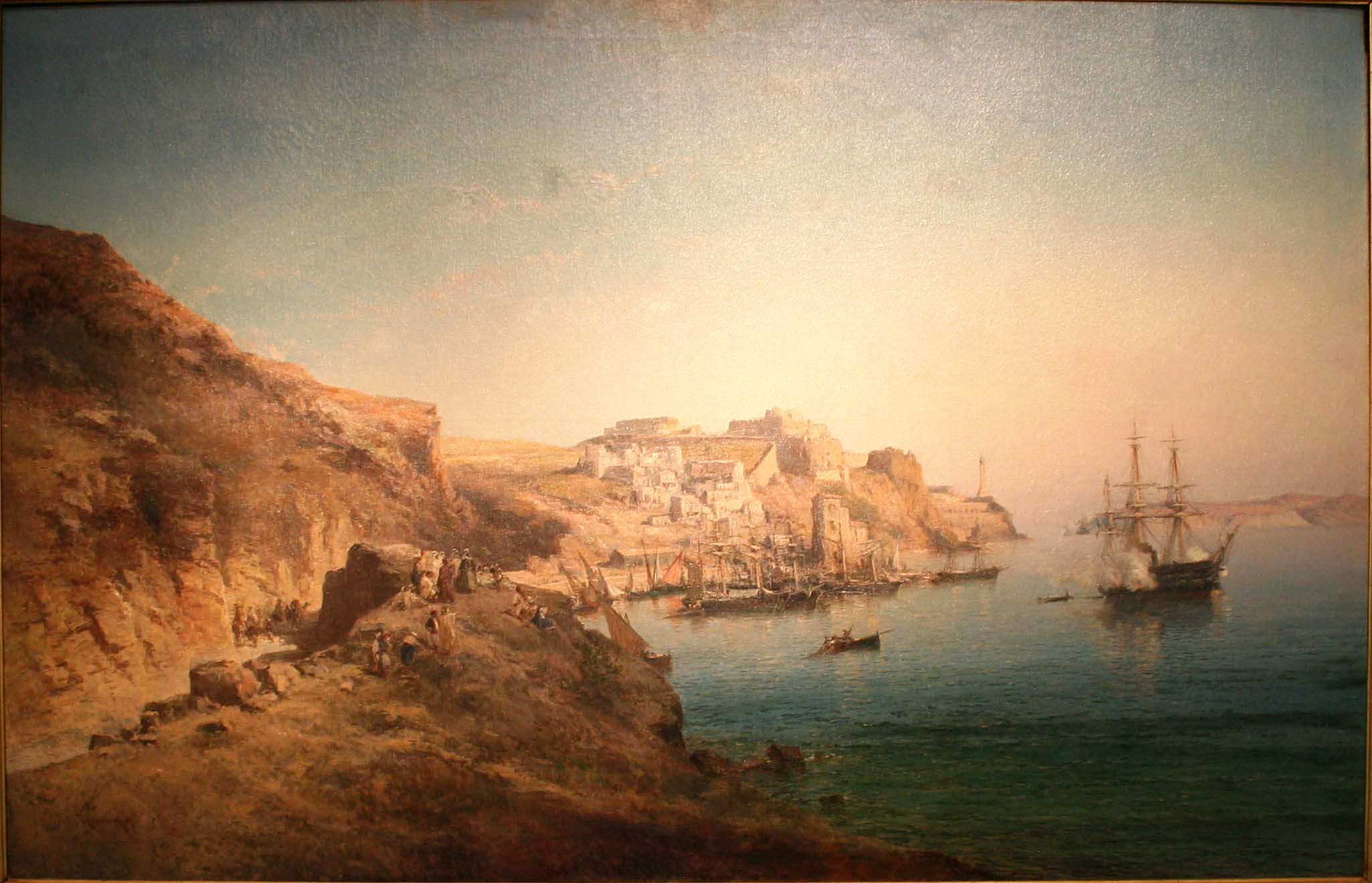
Mers-El-Kébir Musée d'art de Toulon.

### Sources et bibliographie
- Catalogue de l'exposition Vincent Courdouan qui s'est tenue entre le 27 octobre 2000 et le 4 février 2001 au Musée d'art de Toulon. Auteurs : Brigitte Gaillard, conservateur du Musée d'art de Toulon - François-Xavier Amprimoz, Christina Baron, Simone Lapras, Jean Perreau, Louis Soccoja
- Gustave Vapereau, Dictionnaire universel des contemporains contenant toutes les personnes notables de la France et des pays étrangers, Paris, Hachette, 1865, 3e  éd., 1 862 p. (lire en ligne), p. 436
- Bernard Brisou, « Courdouan Vincent », dans Histoire de l'Académie du Var : des origines à 1835, t. II, éd. association Livres en Seyne, 2019, 326 p. (ISBN 979-10-96694-09-9), p. 191-193. .